# Saenam (Nunkolo)
Saenam is een bestuurslaag in het regentschap Timor Tengah Selatan van de provincie Oost-Nusa Tenggara, Indonesië. Saenam telt 1182 inwoners (volkstelling 2010).